# Antivries-eiwitten

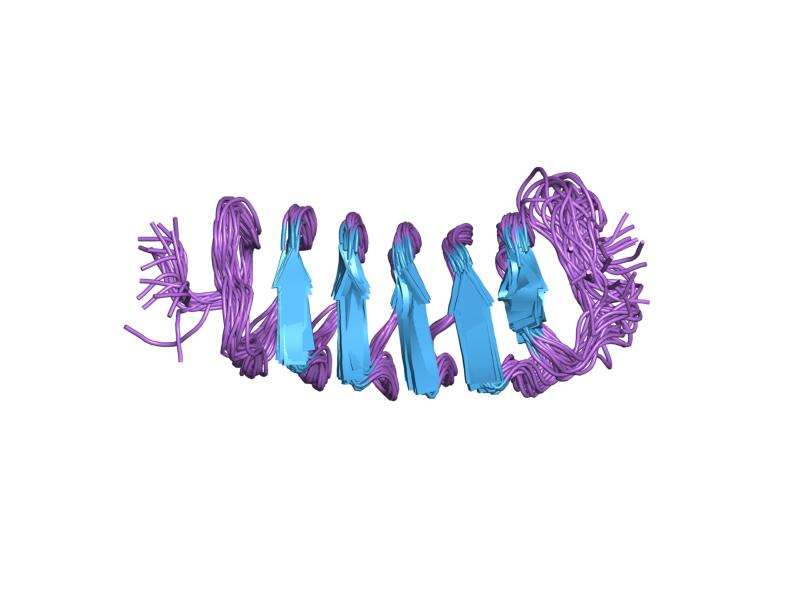
Lintdiagram van een antivries-eiwit dat voorkomt in de meeltor (Tenebrio molitor). De vele parallelle bèta-platen vormen een plat oppervlak dat interactie kan aangaan met een ijskristal: het is een ijs-bindend eiwit.

Antivries-eiwitten (Engels: anti-freeze proteins) zijn een groep van kleine eiwitten en peptiden die aangemaakt worden door enkele kouminnende diersoorten, planten, schimmels en bacteriën. Deze eiwitten stellen organismen in staat om te overleven bij temperaturen onder het vriespunt van water. Antivries-eiwitten binden zich aan ijskristallen, en kunnen de groei van de kristallen afremmen. Zo wordt voorkomen dat de cellen bevriezen en blijft het organisme in leven. 
IJskristallen ontstaan door een fenomeen dat rekristallisatie wordt genoemd. Wanneer water begint te bevriezen, vormen zich veel kleine kristallen, maar slechts enkele worden groter en groter, waarbij watermoleculen uit de omgeving worden opgenomen in het groeiende kristal. Antivrieseiwitten gaan dit rekristallisatie-effect tegen. Ze binden zich aan het oppervlak van de kleine ijskristallen en vertragen de groei van grotere kristallen, die het organisme anders fataal zou worden.
Antivrieseiwitten vertonen een bijzonder natuurkundig effect: ze verlagen het vriespunt van water met een paar graden, maar verrassend genoeg veranderen ze het smeltpunt niet (dit verschijnsel heet hysterese). Vanwege de speciale eigenschappen en de belangrijke functies die deze eiwitten vervullen in levende wezens, is er relatief veel onderzoek naar gedaan. Antivries-eiwitten worden toegepast in de biotechnologie, voedingsindustrie (bijvoorbeeld in consumptie-ijs) en in de medische wereld (bijvoorbeeld bij de cryopreservatie van weefsels).